# Buchovo
Buchovo (bulharsky Бухово) je město ležící v západním Bulharsku, v Sofijské kotlině, na jižních svazích pohoří Staré planiny. Nachází se 20 km severovýchodně od Sofie, správního střediska stejnojmenné oblasti, a má necelé 3 tisíce obyvatel. Město je součástí 22. sofijského rajónu.

## Historie
Na katastru obce, 1,5 km východně od města, se nacházejí pozůstatky po sídlišti ze středního a pozdního neolitu. Nalezly se tam keramické střepy, kladiva, sekery a jehly; osada se nazývala Ursul. Po připojení země k Římské říši v roce 29. př. n. l. byla obec osídlena keltským kmenem Serdů, což byl svobodomyslný a bojovný kmen projevující trvalý odpor vůči Římanům. Na nádvoří Buchovského kláštera byly nalezeny pozůstatky po dřevěném trojlodním kostele z konce 3. století, což je s délkou 41 m jedna z největších pozdně antických církevních staveb v Bulharsku.
V 6. a 7. století tudy prošli Avaři a Slované a oblast zdevastovali. V roce 809 ji Krum připojil k Bulharsku. Z oné doby se dochovala pevnost Gradište ležící severně od města. První písemné záznamy ve formě výčtu inventáře a vlastnictví jsou v osmanském berním soupisu z počátku 15. století. Začlenění do Bulharského knížectví v roce 1878 nepřineslo zásadní změny. V roce 1928 byl postaven kostel svatého Mikuláše. Dramatické dopady mělo pro zdejší mimořádně chudou populaci zahájení těžby uranu v roce 1938, která se rozvíjela s pomocí Německa. Po skončení druhé světové války rozvojem těžebního průmyslu obyvatelé postupně bohatli. Těžbu prováděla bulharsko-sovětská společnost a po podrobném geologickém průzkumu v roce 1956 došlo k jejímu dalšímu rozšíření. Místo někdejšího pastevectví přišlo hornctví a hutnictví, ale spolu s nimi se výrazně zvýšila úmrtnost. V roce 1974 bylo Buchovo povýšeno na město. Ložisko bylo aktivní až do roku 1992, kdy byla společnost rozpuštěna a těžba zastavena.

## Obyvatelstvo
Ve městě žije 2 805 obyvatel a je zde trvale hlášeno 2 728 obyvatel. Podle sčítání 1. února 2011 bylo národnostní složení následující:
- Bulhaři: 2 383 (96.5 %)
- Turci: 44 (1.8 %)
- Romové: 21 (0.9 %)
- ostatní: 22 (0.9 %)